# 631
Năm 631 là một năm trong lịch Julius. 